# Кібіров Тимур Юрійович
Тиму́р Ю́рійович Кібі́ров (ос. Къибирты Тимур Юрийы фырт, нар. 15 лютого 1955, Шепетівка, Хмельницька область, Українська РСР, СРСР) — російський поет-концептуаліст, перекладач. Лауреат премії «Поет» (2008), Премії Уряду РФ (2011).

## Біографія
Тимур Кібіров (справжнє прізвище Запоєв) народився 15 лютого 1955 року в осетинській родині. Батько — офіцер Радянської армії. Мати — вчителька в середній школі.
Закінчив історико-філологічний факультет МОПІ. У 1998 році був головним редактором видання «Пушкін». Працював на телекомпанії НТВ та радіостанції «Культура». Перекладав вірші Ахсара Кодзаті з осетинської мови (з підрядника).
З 1995 року — член російського Пен-центру (вийшов у 2017 році). З 1997 року член редакційної ради журналу «Літературний огляд».

## Творчість
Публікувався в самвидаві. Дебютував у пресі наприкінці 1980-х років. Його поезію відносять до постмодернізму, соц-арту і концептуалізму. Для Кібірова характерно пересмішництво, пародія, орієнтація на приховане і відкрите цитування як класичної літератури, так і радянських, ідеологічних або рекламних штампів.

Андрій Льовкін так висловився про творчість Кібірова:
Тимур Кібіров — найтрагічніший російський поет останніх десяти років (як мінімум, враховуючи і Бродського).
Творчості Тимура Кібірова властивий епічний розмах. Ось як говорить про це Олена Фанайлова:
Кібіров — один з небагатьох сучасних поетів, який регулярно пише поеми й просто дуже довгі розповідні вірші. А це велике мистецтво, поколінням російських постмодерністів практично втрачене. Тобто у Кібірова є тяга до епічного розмаху.
З другої половини 1990-х років він відходить від актуальної громадянської тематики. У його зрілій поезії і прозі знаходять актуалізацію євангельські теми, явно виражене пушкінське начало: «У нього пушкінські інтимності і задушевні ніжності, пушкінська велелюбність» (Євген Єрмолін).
У 2008 році Тимур Кібіров став лауреатом премії «Поет». Як приз він отримав $50 тис.
У 2011 році нагороджений премією Уряду Російської Федерації за ліричну збірку «Вірші про кохання».

## Основні публікації
- Общие места. — М.: 1990
- Календарь. — Владикавказ: 1991
- Стихи о любви. — М.: 1993

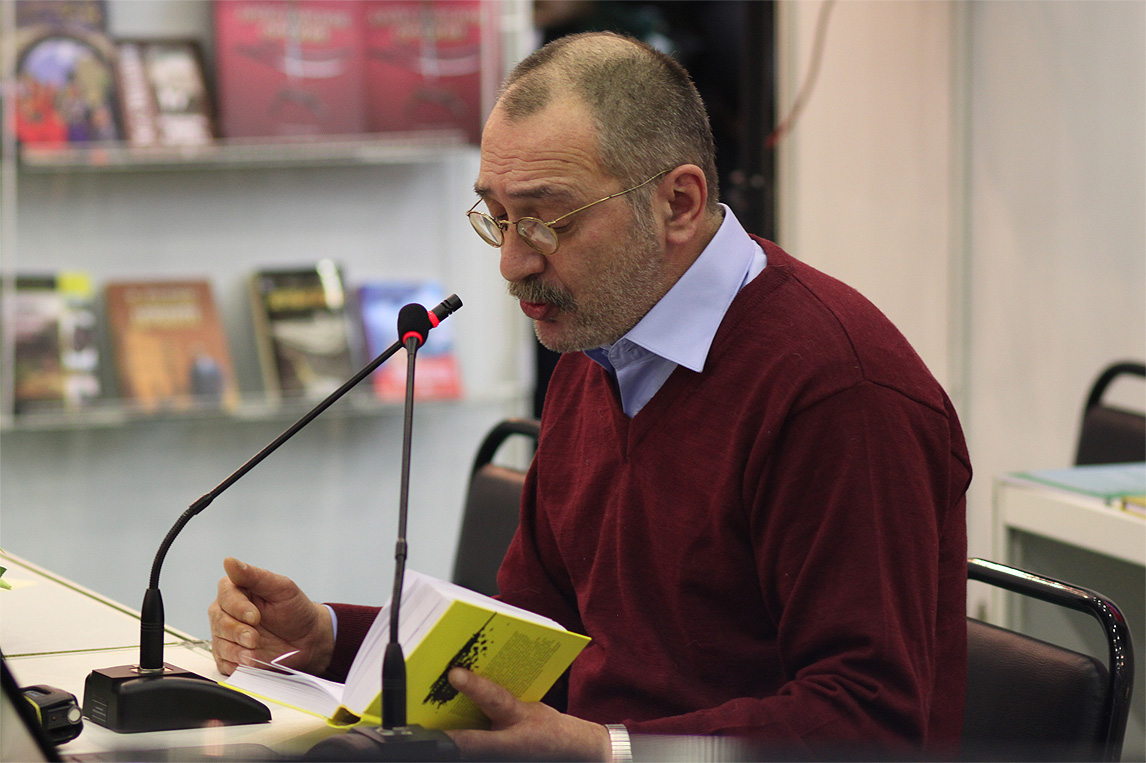
Тимур Кібіров читає свої вірші у 2011 році

- Сантименты: Восемь книг. — Белгород: 1994.- 384 с.  — ISBN 5-8489-0001-9
- Когда был Ленин маленьким. — СПб.: 1995
- Парафразис. — СПб.: 1997
- Памяти Державина. — СПб.: Искусство, 1998. — 256 с. — ISBN 5-210-01526-2
- Избранные послания. — СПб.: 1998
- Интимная лирика. — СПб.: 1998
- Нотации: Книга новых стихотворений. — СПб.:
- Пушкинский фонд, 1999. — 72 с. ISBN 5-85767-009-8
- Улица Островитянова. — М.: 2000
- Юбилей лирического героя. — М.: Проект ОГИ, 2000. — 48 с.
- Amor, exil. — СПб.: Пушкинский фонд, 2000. — 64 с.
- «Кто куда, а я — в Россию». — М.: Время, 2001. — 512 с.
- Шалтай-болтай. — СПб.: Пушкинский фонд, 2002. — 56 c. — ISBN 5-89803-103-0
- Стихи. — М.: Время, 2005. — 856 с. — ISBN 5-9691-0031-5
- Кара-барас. — М.: Время, 2006. — 64 с. — ISBN 5-9691-0098-6
- На полях «A Shropshire lad». — М.: Время, 2007. — 192 с. — ISBN 978-5-9691-0234-7
- Три поэмы. — М.: Время, 2008. — 128 с. — ISBN 978-5-9691-0312-2
- Стихи о любви. — М.: Время, 2009. — 896 с. — ISBN 978-5-9691-0372-6
- Греко- и римско-кафолические песенки и потешки. 1986—2009. — М.: Время, 2009. — 80 с. — ISBN 978-5-9691-0448-8
- Лада, или Радость. — М.: Время, 2010. — 192 с. — ISBN 978-5-9691-0568-3
- Избранные поэмы. — М.: ИГ Лениздат, 2013. — 128 с. — ISBN 978-5-4453-0210-0
- См.выше. — М.: Время, 2014. — 80 с. — (Поэтическая библиотека) ISBN 978-5-9691-1182-0
- Муздрамтеатр. — М.: Время, 2014. — 80 с. — (Поэтическая библиотека) ISBN 978-5-9691-1258-2
- Время подумать уже о душе: 2014—2015 (своевременная книжка). — СПб.: Пушкинский фонд, 2015. — 188 с. ISBN 978-5-89803-246-3